# 와이파이 핫스팟

와이파이 네트워크를 보여주는 다이어그램

핫스팟 또는 핫스폿(영어: hotspot)은 사람들이 와이파이 기술을 사용하여 무선랜(WLAN)을 통해 인터넷 접속을 할 수 있는 물리적인 장소로, 일반적으로 인터넷 서비스 제공자에 연결된 라우터를 사용한다.
공공 핫스팟은 카페나 호텔처럼 고객이 사용할 수 있도록 기업에서 만들 수 있다. 공공 핫스팟은 일반적으로 어느 정도 장소에서 제어되는 인터넷 접속을 제공하도록 구성된 무선 액세스 포인트로 만들어진다. 가장 간단한 형태로, 광대역 인터넷 접속을 제공하는 장소는 라우터와 함께 액세스 포인트(AP)를 구성하여 공공 무선 접속을 생성할 수 있다. 이 기능을 결합한 단일 무선 라우터로 충분할 수 있다.
종종 테더링이라고 불리는 개인 핫스팟은 네트워크 데이터 요금제를 가진 스마트폰 또는 태블릿에서 다른 기기들이 비밀번호, 블루투스 페어링, 또는 USB를 통한 moeex 프로토콜을 통해 인터넷에 접속할 수 있도록 구성될 수 있으며, 심지어 핫스팟 기기와 접속하는 기기들이 동일한 와이파이 네트워크에 연결되어 있지만 해당 네트워크가 인터넷 접속을 제공하지 않는 경우에도 가능하다. 마찬가지로, 블루투스 또는 USB 온더고를 모바일 기기에서 사용하여 모바일 네트워크 대신 와이파이를 통해 인터넷 접속을 제공할 수 있는데, 이는 와이파이나 모바일 네트워크 기능 비밀번호가 없는 기기에 해당한다.

## 사용
일반 대중은 랩톱이나 기타 적합한 휴대용 기기를 사용하여 제공된 무선 연결(일반적으로 와이파이)에 접속할 수 있다. 분석가 마라베디스 리싱크가 제공한 데이터를 보여주는 iPass 2014 인터랙티브 지도에 따르면, 2014년 12월 전 세계적으로 4,600만 개의 핫스팟이 있으며, 2,200만 개 이상의 로밍 가능한 핫스팟이 있다. 이 중 10,900개 이상의 핫스팟이 기차, 비행기, 공항(이동 중 와이파이)에 있으며, 8,500,000개 이상이 "브랜드" 핫스팟(소매점, 카페, 호텔)이다. 공공 핫스팟 수가 가장 많은 지역은 유럽이며, 그 다음은 북미와 아시아이다.
미국 전역의 도서관들은 가정 내 인터넷 접속을 감당할 수 없거나 인터넷 인프라에 접근할 수 없는 사용자들이 집에서 온라인 도서관 서비스에 접근할 수 있도록 핫스팟 대출 프로그램을 시행하고 있다. 뉴욕 공립도서관은 가장 큰 프로그램으로, 10,000개의 기기를 도서관 이용자들에게 대출했다. 유사한 프로그램이 캔자스, 메인, 및 오클라호마에서 시행되었으며; 많은 개별 도서관들도 이러한 프로그램을 시행하고 있다.
와이파이 위치 파악은 주변 핫스팟의 위치를 기반으로 위치 파악을 하는 방법이다.

## 보안 문제
보안은 공공 및 개인 핫스팟과 관련하여 심각한 문제이다. 세 가지 가능한 공격 시나리오가 있다. 첫째, 클라이언트와 액세스 포인트 간의 무선 연결이 있으며, 이는 암호화되어야 하므로 연결이 도청되거나 중간자 공격에 의해 공격되지 않도록 한다. 둘째, 핫스팟 자체이다. WLAN 암호화는 인터페이스에서 끝나고, 네트워크 스택을 통해 암호화되지 않은 채로 이동한 다음, 셋째, 유선 연결을 통해 ISP의 BRAS까지 이동한다.
공공 핫스팟의 설정에 따라, 핫스팟 제공자는 핫스팟 사용자가 접근하는 메타데이터와 콘텐츠에 접근할 수 있다. 알 수 없는 보안 조치가 있는 핫스팟을 통해 인터넷에 접근할 때 가장 안전한 방법은 단대단 암호화이다. 강력한 단대단 암호화의 예로는 HTTPS와 시큐어 셸이 있다.
일부 핫스팟은 사용자를 인증하지만, 이는 사용자가 패킷 스니퍼를 사용하여 네트워크 트래픽을 보는 것을 막지 못한다.
일부 공급업체는 WPA 지원을 배포하는 다운로드 옵션을 제공한다. 이는 자체 무선랜에 특정한 솔루션을 가진 기업 구성과 충돌한다.
Opportunistic Wireless Encryption (OWE) 표준은 WPA3 표준과 함께 개방형 와이파이 네트워크에서 암호화된 통신을 제공하지만, 아직 널리 구현되지는 않았다.

## 예상치 못한 결과
뉴욕시는 공중전화를 대체할 대중을 위한 현대 기술을 제공할 목적으로 LinkNYC라는 와이파이 핫스팟 키오스크를 도입했다. 기업들은 노숙자들을 끌어모은다고 불평했고, CBS 뉴스는 키오스크에 연결된 전선으로 장시간 머무는 부랑자들을 목격했다. 역 주변의 부랑자 활동 및 그 주변에 형성된 텐트촌에 대한 불만으로 인해 폐쇄되었다. 2016년 초 설치 이후 부랑자/구걸하는 사람들이 키오스크를 가장 자주 사용했으며, 이로 인해 대중 앞에서 음란물 시청 및 자위행위에 대한 불만이 제기되었다.

## 위치
공공 핫스팟은 종종 공항, 서점, 카페, 백화점, 주유소, 호텔, 병원, 도서관, 공중 공중전화, 음식점, RV 공원 및 캠프장, 슈퍼마켓, 철도역 및 기타 공공 장소에서 발견된다. 또한, 많은 학교와 대학은 캠퍼스에 무선망을 가지고 있다.

## 종류

### 무료 핫스팟

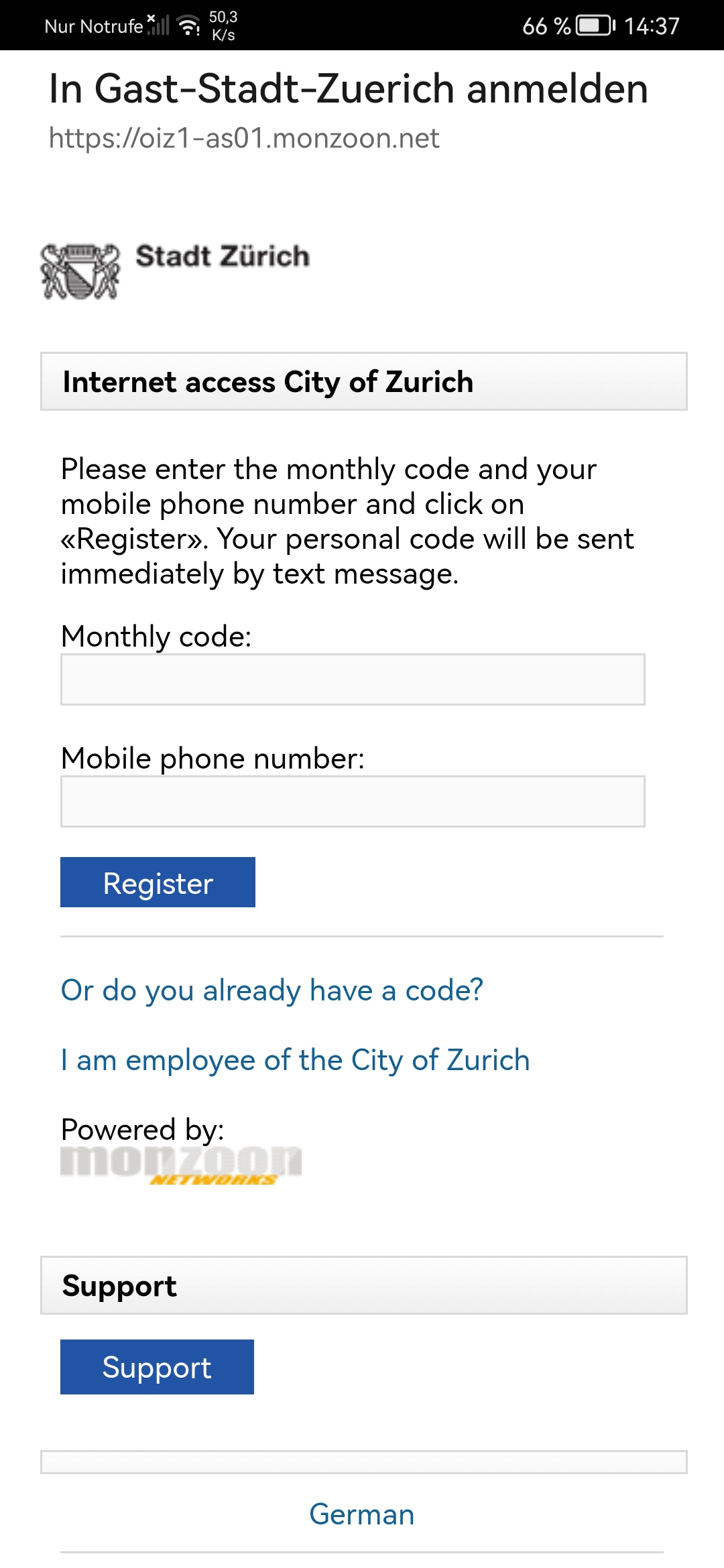
취리히의 공공 와이파이 핫스팟

statista.com에 따르면, 2022년에는 전 세계적으로 약 5억 5천만 개의 무료 와이파이 핫스팟이 있다.
미국 NSA는 무료 공용 와이파이에 연결하는 것에 대해 경고한다.
무료 핫스팟은 두 가지 방식으로 작동한다:
- 개방형 공공 네트워크를 사용하는 것이 무료 핫스팟을 만드는 가장 쉬운 방법이다. 필요한 것은 와이파이 라우터뿐이다. 마찬가지로, 개인 무선 라우터 사용자가 인증 요구 사항을 끄고 연결을 의도적으로든 아니든 개방하면 범위 내의 모든 사람이 피기백킹(공유)할 수 있다.[16]
- 폐쇄형 공공 네트워크는 핫스팟 관리 시스템을 사용하여 핫스팟에 대한 접근을 제어한다. 이 소프트웨어는 라우터 자체 또는 외부 컴퓨터에서 실행되어 운영자가 특정 사용자만 인터넷에 접근하도록 승인할 수 있다.[17] 이러한 핫스팟 제공업체는 종종 무료 접근을 메뉴, 멤버십 또는 구매 한도와 연결한다. 운영자는 또한 모든 사용자가 양질의 서비스를 받을 수 있도록 각 사용자의 사용 가능한 대역폭(업로드 및 다운로드 속도)을 제한할 수 있다. 이는 종종 서비스 수준 협약서를 통해 이루어진다.

### 상업용 핫스팟
상업용 핫스팟은 다음을 특징으로 할 수 있다:
- 사용자가 인증 및 지불을 위해 리디렉션되는 캡티브 포털 / 로그인 화면 / 스플래시 페이지. 캡티브 포털 / 스플래시 페이지에는 때때로 소셜 로그인 버튼이 포함된다.
- 신용카드, iPass, 페이팔 또는 기타 결제 서비스(바우처 기반 Wi-Fi)를 이용한 결제 옵션
- 특정 사이트에 대한 무료 접속을 허용하는 월드 가든 기능
- 수익 개선을 위한 서비스 지향 프로비저닝
- 와이파이 클라이언트에서 데이터를 분석하고 내보내는 데이터 분석 및 데이터 캡처 도구

많은 서비스는 월별 요금이나 최종 사용자 수입의 수수료를 통해 핫스팟 제공업체에 결제 서비스를 제공한다. 예를 들어, Amazingports는 유료 및 무료 인터넷 접속을 모두 제공하려는 핫스팟을 설정하는 데 사용될 수 있으며, ZoneCD는 자체 서비스를 배포하려는 핫스팟 제공업체를 위한 결제 서비스를 제공하는 리눅스 배포판이다.
로밍 서비스는 주요 핫스팟 서비스 제공업체들 사이에서 확장되고 있다. 로밍 서비스를 통해 상업용 제공업체의 사용자는 다른 제공업체의 핫스팟에 무료로 또는 추가 요금으로 접근할 수 있으며, 사용자는 일반적으로 분당 접속 기준으로 요금이 부과된다.

### 소프트웨어 핫스팟
소비자 컴퓨터 및 모바일 장치에 내장되거나 쉽게 추가할 수 있는 많은 와이파이 어댑터에는 개인 또는 모바일 핫스팟으로 작동하는 기능이 포함되어 있으며, 때로는 "mi-fi"라고도 불린다. 다른 개인 장치가 광역 통신망(대개 인터넷이지만 항상 그렇지는 않음)에 접근할 수 있도록 개인 핫스팟을 사용하는 것은 브리징의 한 형태로, 테더링이라고 알려져 있다. 제조업체 및 펌웨어 개발자는 하드웨어의 기능에 따라 많은 와이파이 장치에서 이 기능을 활성화할 수 있으며, 안드로이드, Apple OS X 10.6 이상, 마이크로소프트 윈도우, 및 리눅스를 포함한 대부분의 최신 소비자 운영 체제는 이를 지원하는 기능을 포함한다. 또한 아테로스, 브로드컴, 인텔 등 무선 칩셋 제조업체는 특정 와이파이 NIC에 핫스팟 목적으로도 사용될 수 있는 기능을 추가할 수 있는데, 이는 일반적으로 클라이언트 역할로 사용된다. 그러나 AT&T, Sprint, 및 T-Mobile과 같은 일부 서비스 제공업체는 이 서비스에 대해 사용자에게 요금을 부과하거나 테더링이 감지되면 사용자 연결을 금지하고 끊는다.
타사 소프트웨어 공급업체는 사용자가 이동 중 인터넷에 접속하거나 기존 연결을 공유하거나 다른 핫스팟의 범위를 확장하기 위해 자체 핫스팟을 운영할 수 있도록 응용 프로그램을 제공한다.

### 핫스팟 2.0
핫스팟 2.0은 HS2 및 Wi-Fi Certified Passpoint라고도 불리며, 와이파이 얼라이언스의 공공 접속 와이파이에 대한 접근 방식이다. 이는 모바일 장치가 사용자가 핫스팟 2.0 영역에 들어설 때마다 와이파이 가입자 서비스에 자동으로 연결되어 최종 사용자에게 더 나은 대역폭과 온디맨드 서비스를 제공하고 통신사 인프라의 일부 트래픽을 완화하는 것을 목표로 한다.
핫스팟 2.0은 2011년에 발표된 셀룰러와 같은 로밍을 가능하게 하는 프로토콜 집합인 IEEE 802.11u 표준을 기반으로 한다. 장치가 802.11u를 지원하고 핫스팟 2.0 서비스에 가입되어 있으면 자동으로 연결 및 로밍된다.

#### 지원 장치
- iOS 7 이상을 실행하는 Apple 모바일 장치[28]
- 일부 삼성 갤럭시 스마트폰[29]
- 윈도우 10 장치는 네트워크 검색 및 연결을 완벽하게 지원한다.[30]
- 윈도우 8 및 윈도우 8.1은 네트워크 검색 기능이 없지만, 자격 증명을 알고 있을 때 네트워크에 연결하는 것을 지원한다.[30]

## 결제
|             |                    | 네트워크 트래픽 | 네트워크 트래픽 | 네트워크 트래픽 | 네트워크 트래픽 | 네트워크 트래픽 | 네트워크 트래픽 |
| 낮음        | 낮음               | 낮음            | 높음            | 높음            | 높음            |                 |                 |
| 오디오      | 비디오             | 데이터          | 오디오          | 비디오          | 데이터          |                 |                 |
| ----------- | ------------------ | --------------- | --------------- | --------------- | --------------- | --------------- | --------------- |
| 사용자 요구 | 시간-중요          | 7               | 5               | 0               | 6               | 4               | 0               |
| 사용자 요구 | 시간-중요하지 않음 | -               | -               | 2               | -               | -               | 2               |

"사용자 공정성 모델"은 볼륨 기반 결제를 허용하는 동적 결제 모델로, 페이로드(데이터, 비디오, 오디오)의 양에 따라 요금이 부과된다. 또한, 요금은 네트워크 트래픽과 사용자 요구에 따라 분류된다.
네트워크 트래픽이 증가하면 사용자는 다음 상위 요금 클래스를 지불해야 한다. 사용자는 상위 트래픽 클래스에서 세션을 계속할 것인지 확인하라는 메시지가 표시될 수 있다. 웹 페이지 읽기 및 이메일 전송과 같이 시간이 중요하지 않은 애플리케이션과 달리 비디오 및 오디오와 같은 지연에 민감한 애플리케이션에는 더 높은 클래스 요금이 부과될 수 있다.
|             |                    | 네트워크 트래픽 | 네트워크 트래픽 |
| 낮음        | 높음               |                 |                 |
| ----------- | ------------------ | --------------- | --------------- |
| 사용자 요구 | 시간-중요          | 표준            | 독점            |
| 사용자 요구 | 시간-중요하지 않음 | 저가            | 표준            |

"사용자 공정성 모델"은 EDCF (IEEE 802.11e)를 통해 구현될 수 있다. EDCF 사용자 우선 순위 목록은 트래픽을 3가지 접근 범주(데이터, 비디오, 오디오)와 사용자 우선 순위(UP)로 공유한다.
- 데이터 [UP 0|2]
- 비디오 [UP 5|4]
- 오디오 [UP 7|6]

실현 가능한 구현에 대해서는 서비스 지향 프로비저닝을 참조하라.

## 법적 문제
공공 핫스팟의 설정에 따라 핫스팟 제공자는 핫스팟 사용자가 접속한 메타데이터와 콘텐츠에 접근할 수 있으며, 사생활 보호 요건 및 불법적인 목적으로 핫스팟을 사용하는 것에 대한 책임과 관련된 법적 의무를 가질 수 있다. 인터넷이 규제되거나 표현의 자유가 더 제한적인 국가에서는 라이선스, 로깅 또는 사용자 정보 기록과 같은 요구 사항이 있을 수 있다. 우려는 또한 아동 안전, 그리고 불쾌한 콘텐츠에 대한 노출, 사이버 폭력 및 불법 행위에 대한 보호, 그리고 핫스팟 사용자 자신에 의한 그러한 행동의 방지와 같은 사회 문제와 관련될 수 있다.

### 유럽 연합
핫스팟 소유자에게 주요 사용자 통계를 12개월 동안 보관하도록 요구했던 데이터 보존 지침은 2014년 유럽 연합 사법재판소에 의해 무효화되었다. 개인 정보 및 전자 통신에 관한 지침은 2018년에 일반 데이터 보호 규칙으로 대체되었으며, 이는 핫스팟 운영자의 데이터 수집에 제한을 부과한다.

### 영국
- 데이터 보호법 1998: 핫스팟 소유자는 법의 테두리 안에서 개인 정보를 보관해야 한다.
- 디지털 경제법 2010: 특히 저작권 침해를 다루며, 위반 시 최대 25만 파운드의 벌금을 부과한다.

## 역사

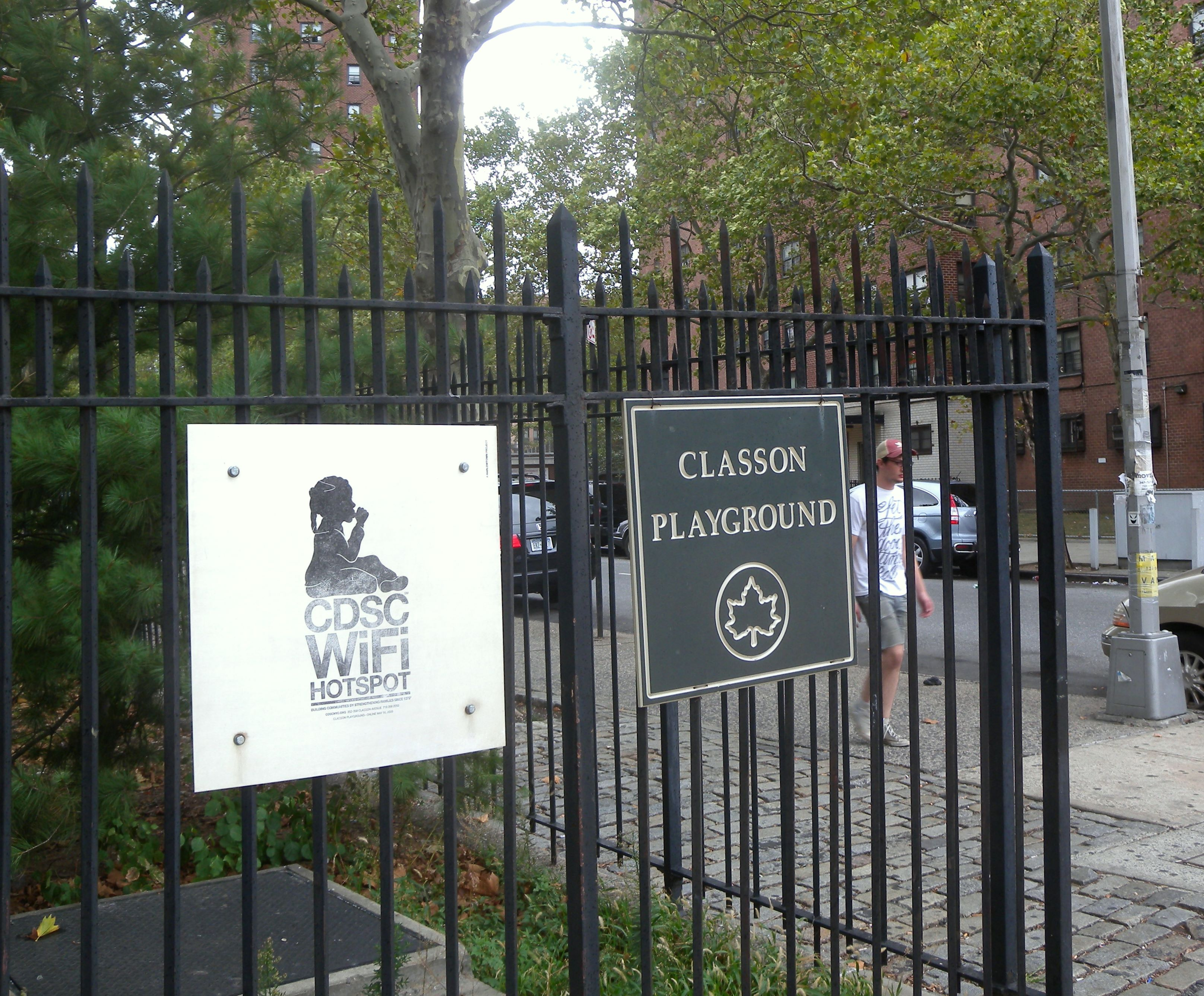
뉴욕, 브루클린의 공공 공원에는 지역 기업에서 제공하는 무료 와이파이가 있다.

공공 접속 근거리 통신망(LAN)은 1993년 8월 샌프란시스코의 모스콘 센터에서 열린 NetWorld+Interop 회의에서 헨리크 스요덴이 처음 제안했다. 스요덴은 "핫스팟"이라는 용어를 사용하지 않았지만, 공개적으로 접근 가능한 무선 LAN을 언급했다.
공공 근거리 통신망을 구축하려는 최초의 상업적 시도는 텍사스주 리처드슨에 설립된 PLANCOM(Public Local Area Network Communications)이라는 회사였다. 이 회사의 창립자인 마크 굿, 그렉 잭슨, 브렛 스튜어트는 1998년에 회사를 해산했고, 굿과 잭슨은 모바일스타 네트워크를 설립했다. 이 회사는 스타벅스, 아메리칸 항공, 힐튼 호텔과 같은 공공 장소를 최초로 계약한 회사 중 하나였다. 이 회사는 2001년 도이체 텔레콤에 매각되었고, 도이체 텔레콤은 회사 이름을 "T-모바일 핫스팟"으로 변경했다. 이때 "핫스팟"이라는 용어는 공개적으로 접근 가능한 무선 LAN이 있는 장소를 지칭하는 대중적인 용어가 되었다.
ABI 리서치는 2012년 전 세계 와이파이 핫스팟이 총 490만 개에 달한다고 보고했다. 2016년 무선 광대역 연합은 2012년 520만 개의 공공 핫스팟에서 2018년 1,050만 개로 꾸준한 연간 증가를 예측했다.

## 같이 보기
- 무선랜